# Пальцево (Ленінградська область)
Пальцево (рос. Пальцево; до 1948 Та́лі, рос. Тали, фін. Tali) — селище у Виборзькому районі Ленінградської області Російської Федерації.
Населення становить 104 особи. Належить до муніципального утворення Гончаровське сільське поселення.

## Історія
До 1917 року населений пункт Талі перебував у складі Виборзької губернії Великого князівства Фінляндського. З 1918 по 1940 та в роки Другої світової війни між 1941 та 1944 роками у складі незалежної Фінляндії. Відтак — у складі Ленінградської області.
Колишнє фінське село Талі перейменоване в 1948 році в пам'ять червоноармійця Володимира Пальцева, який загинув під Талі в червні 1944 р.

## Населення
| 2007 | 2010 | 2017 |
| ---- | ---- | ---- |
| 40   | ↗65  | ↗104 |